# Danubius Rádió (2021–)
A Danubius Rádió (korábban Nonstop Rádió) egy magyarországi interneten elérhető rádióadó. Saját magukat Magyarország legstílusosabb és legváltozatosabb online rádiójaként írják le. Zenei kínálatában az 1980-as, 1990-es és 2000-es évek legjobb slágerei mellett napjaink top 40 dalai is helyet kapnak. Az adást a hivatalos weblap mellett rádiógyűjteményes weboldalakról és mobilapplikációból is lehet hallgatni.

## Története

### Nonstop Rádióként
Az adó 2017 augusztusában indult Nonstop Rádió néven. A Class FM analóg, majd későbbi internetes adásának megszűnése hozzásegített a rádió hallgatói táborának növekedéséhez. Saját bevallásuk szerint 3 év alatt Magyarország legnépszerűbb online pop-zenei rádiója lett a Nonstop. A rádió kezdetben napi 3-4 hírblokkot is sugárzott, óránként pedig maximum egy, 30 másodperces reklámmal szakította félbe a zenefolyamot.

### Danubius Rádióként
2021. január 4-én a rádió üzemeltetője bejelentette, hogy az adó februártól felveszi az egykori országos rádió nevét, és Danubius Rádióként folytatja adását. Ezzel közel 12 év szünet után visszatért a magyar rádiós piacra a Danubius brand. Az eredeti adó, ami Magyarország első kereskedelmi rádiója volt, 2009-ben elvesztette országos frekvenciacsomagját, majd 2010-ben az internetes sugárzást is befejezte. A régi Danubius Rádiót üzemeltető céget 2020 júniusában felszámolták, így a védjegy oltalma megszűnt. A honlapon még aznap megindult a tájékoztató kampány, majd néhány nap múlva az on-air kommunikációt is megkezdték. A névváltozásról való tájékoztatás mellett arra is kérték hallgatóikat, hogy küldjék el kedvenc dalaikat a rádiónak Facebook-üzenetben, hogy a megújuló adó zenei kínálatát még jobban a célközönség igényeire tudják szabni. Január 18-án a rádió honlapjának címe nonstopradio.hu-ról danubiusradio.hu-ra változott, majd február 1-jén az adó neve hivatalosan is Danubius Rádió lett. A névváltás február 1-jén éjfélkor történt meg, a zenei arculata és a szlogene továbbra is megmaradt, csak Danubius Rádió néven hallható az adás.

## Jellemzői, zenei stílusa, kapcsolata a közönséggel
A Danubius Rádió adásában a szöveges tartalom aránya elenyésző. Formátumát tekintve Hot AC, zenei kínálata az 1980-as évektől napjainkig terjed, ezen belül nem preferál egyetlen zenei stílust vagy korszakot sem, a zenefolyam összeállításánál a változatosságra törekszik. Hagyományos értelemben vett műsorvezetést nem használ, az adásfolyam nincs felosztva megnevezett műsorokra. Az egykori Nonstop Rádióhoz hasonlóan és a korábbi országos kereskedelmi rádió ellenére nem sugároz híreket, politikai műsorokat, bulvárt, és egyéb szöveges tartalmakat sem. Reklám hallható rajta, de óránként csak egy, maximum 30 másodperc időtartamban. Zenei órája a rendkívül kis szövegarány miatt több dalból áll, mint az analóg platformokat használó zenei rádióké.
A Danubius Rádió saját bevallása szerint Magyarország leghallgatottabb, kizárólag az interneten fogható zenei rádiója. Követőtábora a közösségi médiában az online rádiók között kiemelkedő, Facebook-oldalát jelenleg több, mint 21 ezren követik.